# Bayard-sur-Marne
Pour les articles homonymes, voir Bayard.
Bayard-sur-Marne est une commune française située dans le département de la Haute-Marne, en région Grand Est.

## Géographie

### Hydrographie
La commune est dans la région hydrographique « la Seine de sa source au confluent de l'Oise (exclu) » au sein du bassin Seine-Normandie. Elle est drainée par le canal de la Marne a la Saone, la Marne, le cours d'eau 01 de la commune de Bayard, le cours d'eau 01 de Ruetz, la Marne et divers autres petits cours d'eau,.
Le canal de la Marne à la Saône est un canal à bief de partage au gabarit Freycinet, d'une longueur de 160 km reliant les vallées de la Marne et de la Saône, géré par les Voies navigables de France. 
La Marne  prend sa source sur le plateau de Langres, dans la commune de Saints-Geosmes (Haute-Marne) et se jette dans la Seine entre Charenton-le-Pont et Alfortville (Val-de-Marne) dans le quartier de Conflans-l'Archevêque. Les caractéristiques hydrologiques de la Marne sont données par la station hydrologique située sur la commune de Chamouilley. Le débit moyen mensuel est de 31,1 m3/s. Le débit moyen journalier maximum est de 374 m3/s, atteint lors de la crue du 24 janvier 2018. Le débit instantané maximal est quant à lui de 397 m3/s, atteint le 31 décembre 2001.

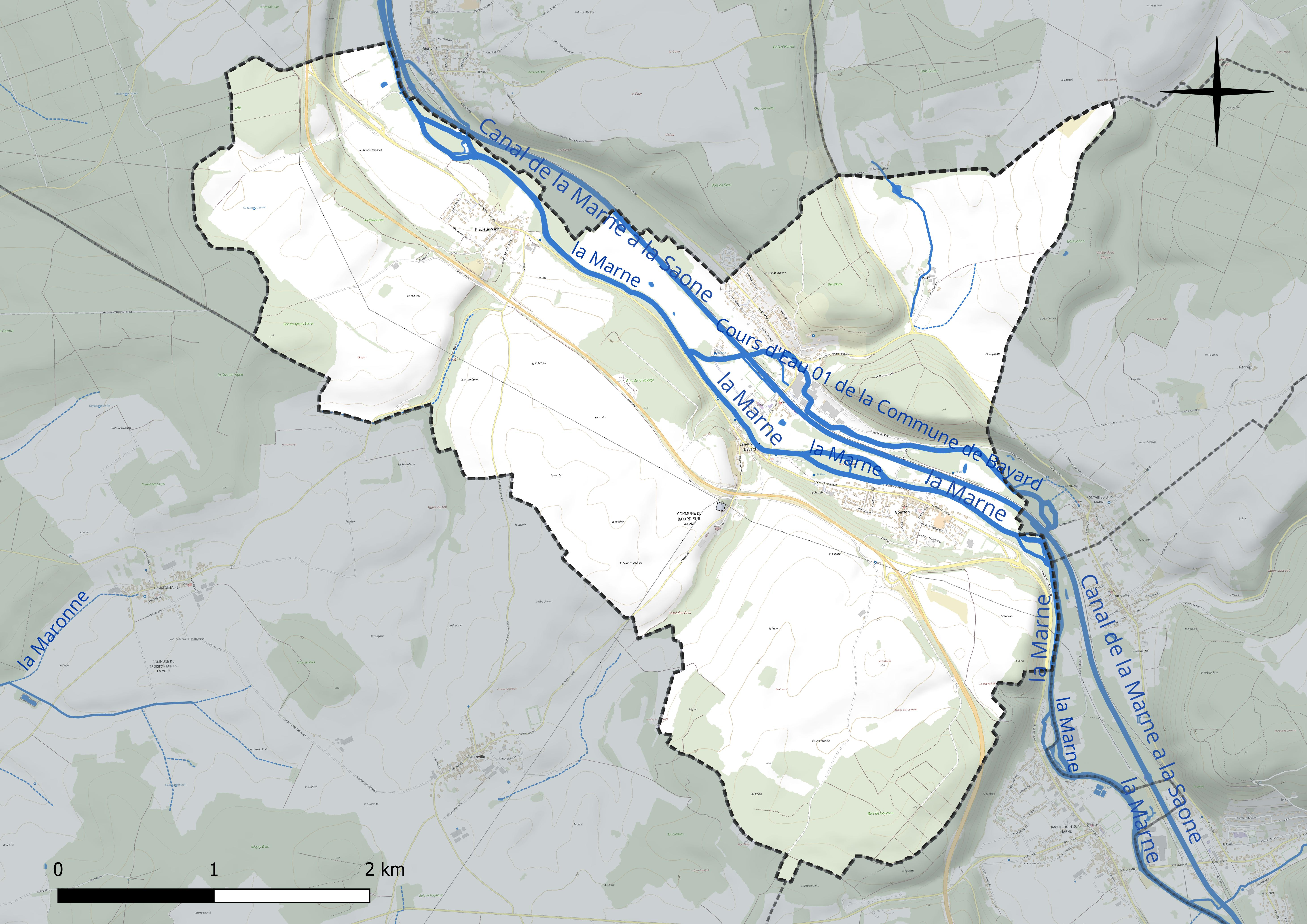
Réseau hydrographique de Bayard-sur-Marne.

### Climat
Pour des articles plus généraux, voir Climat du Grand Est et Climat de la Haute-Marne.
En 2010, le climat de la commune est de type climat de montagne, selon une étude du Centre national de la recherche scientifique s'appuyant sur une série de données couvrant la période 1971-2000. En 2020, Météo-France publie une typologie des climats de la France métropolitaine dans laquelle la commune est exposée à un climat océanique altéré et est dans la région climatique  Lorraine, plateau de Langres, Morvan, caractérisée par un hiver rude (1,5 °C), des vents modérés et des brouillards fréquents en automne et hiver. 
Pour la période 1971-2000, la température annuelle moyenne est de 10,5 °C, avec une amplitude thermique annuelle de 16 °C. Le cumul annuel moyen de précipitations est de 978 mm, avec 13,5 jours de précipitations en janvier et 9,6 jours en juillet. Pour la période 1991-2020, la température moyenne annuelle observée sur la station météorologique de Météo-France la plus proche, « Chevillon_sapc », sur la commune de Chevillon à 5 km à vol d'oiseau, est de 11,1 °C et le cumul annuel moyen de précipitations est de 982,1 mm. 
La température maximale relevée sur cette station est de 40,6 °C, atteinte le 25 juillet 2019 ; la température minimale est de −17,4 °C, atteinte le 20 décembre 2009,,. 
Les paramètres climatiques de la commune ont été estimés pour le milieu du siècle (2041-2070) selon différents scénarios d'émission de gaz à effet de serre à partir des nouvelles projections climatiques de référence DRIAS-2020. Ils sont consultables sur un site dédié publié par Météo-France en novembre 2022.

## Urbanisme

### Typologie
Au 1er janvier 2024, Bayard-sur-Marne est catégorisée commune rurale à habitat dispersé, selon la nouvelle grille communale de densité à sept niveaux définie par l'Insee en 2022.
Elle est située hors unité urbaine. Par ailleurs la commune fait partie de l'aire d'attraction de Saint-Dizier, dont elle est une commune de la couronne,. Cette aire, qui regroupe 72 communes, est catégorisée dans les aires de 50 000 à moins de 200 000 habitants,.

### Occupation des sols
L'occupation des sols de la commune, telle qu'elle ressort de la base de données européenne d’occupation biophysique des sols Corine Land Cover (CLC), est marquée par l'importance des territoires agricoles (64,9 % en 2018), une proportion sensiblement équivalente à celle de 1990 (65,7 %). La répartition détaillée en 2018 est la suivante : 
terres arables (50,4 %), forêts (29 %), prairies (12 %), zones urbanisées (4,7 %), zones agricoles hétérogènes (2,5 %), milieux à végétation arbustive et/ou herbacée (1,4 %). L'évolution de l’occupation des sols de la commune et de ses infrastructures peut être observée sur les différentes représentations cartographiques du territoire : la carte de Cassini (XVIIIe siècle), la carte d'état-major (1820-1866) et les cartes ou photos aériennes de l'IGN pour la période actuelle (1950 à aujourd'hui).

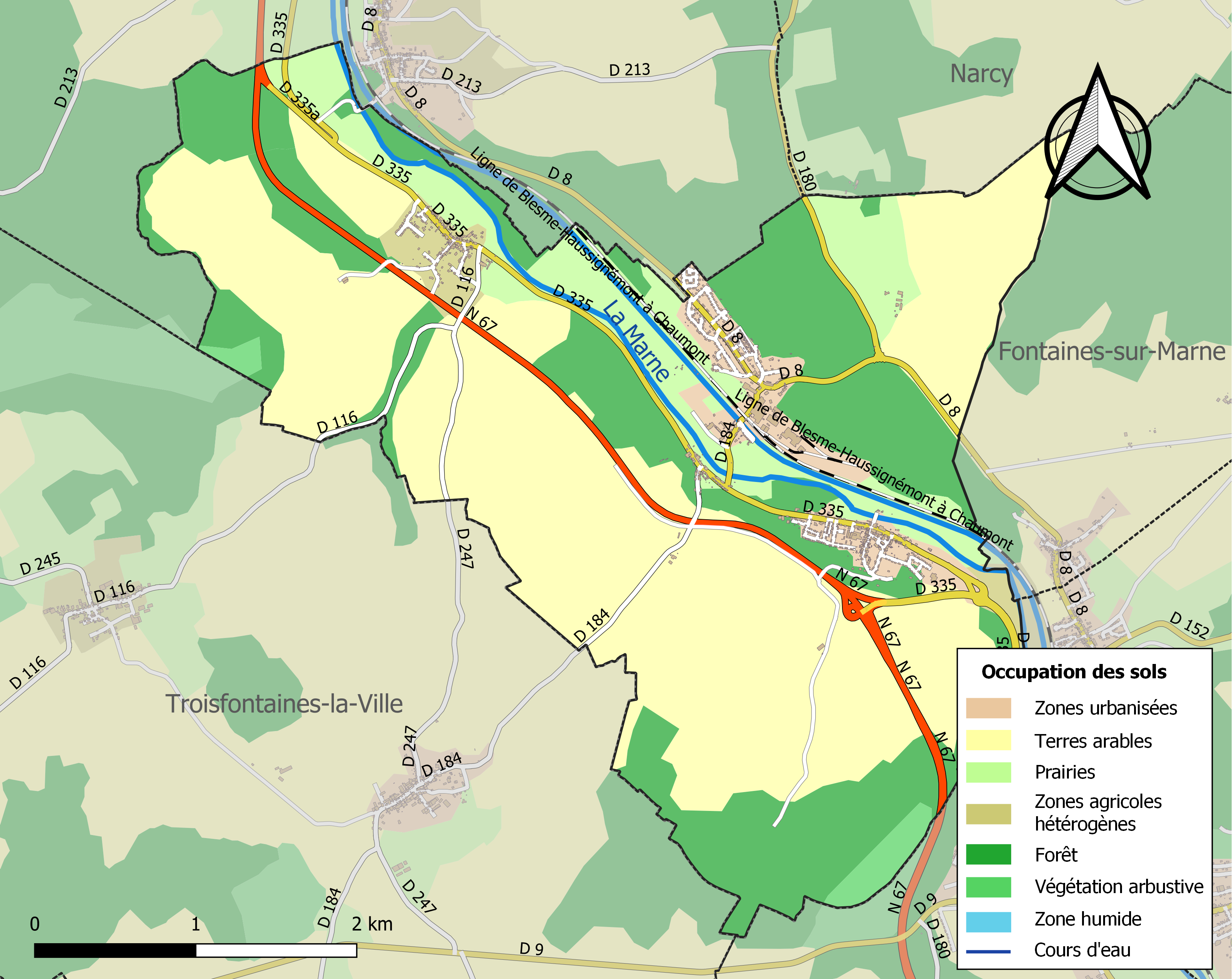
Carte des infrastructures et de l'occupation des sols de la commune en 2018 (CLC).

## Toponymie
Ancien écart (ancien moulin), de l'ancienne commune de Laneuville-à-Bayard,.

C'est en 1973 que les communes de Gourzon, Prez-sur-Marne et Laneuville-à-Bayard s'associent pour former la commune de Bayard-sur-Marne. 
Le nom de la localité est attesté sous les formes Molendinum quem vocant Baiart (1137) ; Molendinum Bayard (1233) ; Bayart-sour-Marne (1272) ; « Molins de Baiart, qui sunt de la maison de Ruelz » (1343) ; Bayard (1448).

Le toponyme Bayard, dérive du bas latin baya signifiant « lieu boisé ».
La Marne est une rivière française située à l'est du Bassin parisien. C'est le principal affluent de la Seine : elle prend sa source sur le plateau de Langres, à Balesmes-sur-Marne, sur la commune de Saints-Geosmes (Haute-Marne).

## Histoire
Le 1er janvier 1973, les communes de Gourzon (754 habitants en 1968) et de Prez-sur-Marne (226 habitants en 1968) sont rattachées, avec statut de communes associées, à celle de Laneuville-à-Bayard (808 habitants en 1968), qui prend alors le nom de Bayard-sur-Marne.

### Le Châtelet de Gourzon
Il est un ancien site sur la route de Nasium à Segessera, aux confins des territoires des Catalaunes et des Lingons. C'était une ville de vingt-deux hectares qui a eu un plan orthogonal et des voies, égouts et canalisations typique de l'époque gallo-romaine. Il surplombait la vallée de la Marne et les terrains marécageux et l'éperon rocheux avait un accès à chaque extrémité. La voie romaine est classée. Le site est fouillé dès  1770. Il existe des objets, statues au musée d'archéologie nationale ou des sculptures au musée de Langres.

## Héraldique
| Blason de Bayard-sur-Marne | Blason  | Tranché : au 1er de sinople au cheval cabré de gueules, au 2e d'azur à l'arbre de sinople, au poisson au trait de sable et à la croisette ancrée d'or, le tout rangé en bande ; à la double cotice potencée contre-potencée, brochant sur le tout, de l'un en l'autre l'intervalle rempli d'or. |
| Blason de Bayard-sur-Marne | Détails | Le statut officiel du blason reste à déterminer. |

## Politique et administration

### Liste des maires
| Période                                  | Période               | Identité         | Étiquette   | Qualité            |
| ---------------------------------------- | --------------------- | ---------------- | ----------- | ------------------ |
| 1993                                     | décembre 2020 (décès) | Christian Dubois | DVD         | Conseiller général |
| 2020                                     |                       | Bruno Prevot     | Indépendant | ?                  |
| Les données manquantes sont à compléter. |                       |                  |             |                    |

## Population et société

### Démographie

#### Évolution démographique
L'évolution du nombre d'habitants est connue à travers les recensements de la population effectués dans la commune depuis 1793. Pour les communes de moins de 10 000 habitants, une enquête de recensement portant sur toute la population est réalisée tous les cinq ans, les populations de référence des années intermédiaires étant quant à elles estimées par interpolation ou extrapolation. Pour la commune, le premier recensement exhaustif entrant dans le cadre du nouveau dispositif a été réalisé en 2007.

En 2022, la commune comptait 1 269 habitants, en évolution de −5,37 % par rapport à 2016 (Haute-Marne : −4,62 %, France hors Mayotte : +2,11 %).
| 1793 | 1800 | 1806 | 1821 | 1831 | 1836 | 1841 | 1846 | 1851 |
| ---- | ---- | ---- | ---- | ---- | ---- | ---- | ---- | ---- |
| 141  | 147  | 150  | 143  | 142  | 142  | 121  | 171  | 129  |

| 1856 | 1861 | 1866 | 1872 | 1876 | 1881 | 1886 | 1891 | 1896 |
| ---- | ---- | ---- | ---- | ---- | ---- | ---- | ---- | ---- |
| 158  | 168  | 224  | 188  | 238  | 283  | 249  | 277  | 280  |

| 1901 | 1906 | 1911 | 1921 | 1926 | 1931 | 1936 | 1946 | 1954 |
| ---- | ---- | ---- | ---- | ---- | ---- | ---- | ---- | ---- |
| 266  | 269  | 284  | 390  | 600  | 663  | 538  | 517  | 648  |

| 1962 | 1968 | 1975  | 1982  | 1990  | 1999  | 2006  | 2007  | 2012  |
| ---- | ---- | ----- | ----- | ----- | ----- | ----- | ----- | ----- |
| 643  | 808  | 1 640 | 1 497 | 1 622 | 1 518 | 1 509 | 1 508 | 1 401 |

| 2017  | 2022  | - | - | - | - | - | - | - |
| ----- | ----- | - | - | - | - | - | - | - |
| 1 322 | 1 269 | - | - | - | - | - | - | - |

## Lieux et monuments
- Le hameau de Ruetz : emplacement d'une ancienne commanderie fondée par les templiers, la commanderie de Ruetz .Elle sert de cadre au tournage du film Nos vies formidables .
- Le Châtelet de Gourzon
- L'église de la Conversion-de-Saint-Paul du XIIIè siècle inscrite au titre des Monuments historiques le 21 novembre 1925[28].

### Site spéléologique
- Fontaine de Laneuville : grotte partiellement ennoyée, composée en entrée de deux siphons (860 m ; 90 m) puis d'une galerie explorée actuellement sur plus de 2 km[29]

## Personnalités liées à la commune
- Le chevalier Pierre-Clément Grignon, maître de forges à Bayard, collaborateur de l'Encyclopédie de Diderot et d'Alembert, inspecteur général des usines à feu sous Louis XVI. Célèbre dans la France entière pour ses remarquables expertises sidérurgiques ;
- Pierre Marchand (1893-1971), général français, Compagnon de la Libération, né à Laneuville-à-Bayard ;
- Luc Chatel.